# Reed Gusciora

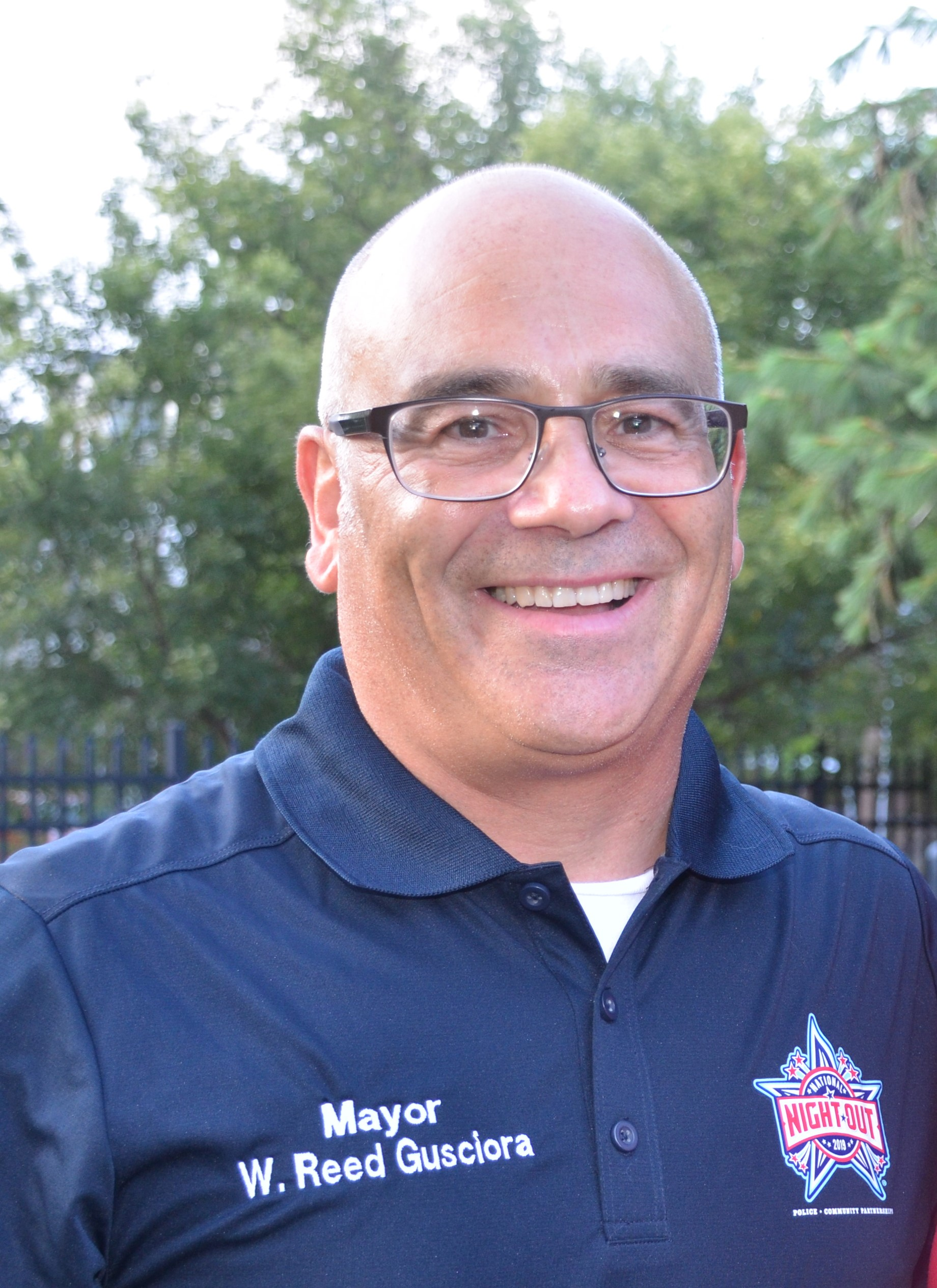
Reed Gusciora, 2019

Reed Gusciora (* 27. März 1960 in Passaic, New Jersey) ist ein US-amerikanischer Politiker der Demokratischen Partei.

## Leben
Nach seiner Schulzeit studierte Gusciora Politikwissenschaften und Internationale Beziehungen an der Katholischen Universität von Amerika und Rechtswissenschaften an der Seton Hall University School of Law. Nach dem Studium war er als Rechtsanwalt tätig. Seit 1996 ist er Abgeordneter in der New Jersey General Assembly für den 15. Distrikt des Staates New Jersey, der Guscioras Wohnort, Princeton, umfasst.
Er ist seit 2008 stellvertretender Fraktionsvorsitzender der Demokraten in der General Assembly und bekleidete auch 1998–2001 eine Leitungsfunktion in seiner Fraktion („assistant minority leader“, aber eben nicht „deputy minority leader“). Er gehört dem Environment and Solid Waste Committee (als stellvertretender Vorsitzender), dem Haushalts-, dem Rechtsausschuss, und der Joint State Leasing and Space Utilization Committee an.  Dezember 2006, mit seinem öffentlichen Coming-out, wurde er zum ersten offen homosexuellen Mitglied der New Jersey Legislative (bestehend aus General Assembly und Senat von New Jersey). Er verblieb Abgeordneter im Repräsentantenhaus bis Juli 2018, als es ihm gelang die Bürgermeisterwahl der Stadt Trenton in New Jersey zu gewinnen. Seit 1. Juli 2018 ist er Bürgermeist der Stadt Trenton.